# Iris Bahr
Iris Bahr (* 1. Januar 1977 in New York City, New York) ist eine US-amerikanische Film- und Fernsehschauspielerin, Komödiantin, Regisseurin, Autorin, Fernsehproduzentin und Synchronsprecherin. Bekannt ist sie für ihre Fernsehserie Svetlana und ihre Show Dai (enough), für die sie 2008 den Lucille Lortel Award als beste Einzelkünstlerin gewann und die 2007 zwei Drama Desk Award-Nominierungen sowie eine UK Stage Award-Nominierung bekam.
Ihr Buch Dork Whore aus dem Jahr 2007, das von ihrer Reise durch Asien erzählt, war in Deutschland unter dem Titel Moomlatz oder wie ich versuchte in Asien meine Unschuld zu verlieren (Übersetzung: Andrea O’Brien) ein Bestseller.

## Leben
Bahr wuchs in der Bronx auf, zog aber nach der Scheidung ihrer Eltern im Alter von 13 Jahren mit ihrer Mutter nach Israel. Sie war dort zwei Jahre lang beim israelischen Militär-Geheimdienst und erreichte den Rang eines Sergeants. Kurz darauf reiste sie als junge Frau durch Asien. Es folgte ein Studium in Schauspielkunst, Neuropsychologie und Religionswissenschaft an der Brown University, die sie mit magna cum laude absolvierte. Anschließend betrieb sie neurowissenschaftliche Forschungen an der Stanford University und Krebsforschung an der Universität Tel Aviv. Danach wandte sie sich ihrer Schauspiel- und Autorenkarriere in New York City und Los Angeles zu.
Bahr hatte ab 2000 einige Sprechrollen in den Computerspielen Star Trek: Voyager: Elite Force, Star Trek: Away Team, Star Trek: Armada II, Soldier of Fortune II: Double Helix und Star Trek: Elite Force II. 2001 erlebte sie ihren ersten Fernsehauftritt in Star Trek: Raumschiff Voyager. Weitere Gastauftritte in Serien folgten, wie etwa in King of Queens (2002), Friends (2003) und The Big Bang Theory (2007). In ihrer Serie Svetlana war sie von 2010 bis 2011 Schauspielerin, Drehbuchautorin, Regisseurin und Produzentin.
2006 hatte sie ihre erste Hauptrolle in Larry the Cable Guy: Health Inspector. Im November desselben Jahres begann ihre „one woman show“ Dai (enough).

## Filmografie (Auswahl)

### Filme
- 2002: Reality School (Kurzfilm)
- 2004: Exit 8A (Kurzfilm)
- 2005: The Unchosen Ones (Kurzfilm)
- 2006: Larry the Cable Guy: Health Inspector
- 2006: Mimesis (Kurzfilm)
- 2007: Speed Dating (Kurzfilm)
- 2007: The Poughkeepsie Tapes
- 2007: Superhero (Kurzfilm)
- 2010: Fair Game – Nichts ist gefährlicher als die Wahrheit (Fair Game)
- 2010: Der letzte Exorzismus (The Last Exorcism)
- 2013: 9 Full Moons
- 2014: Suparhearo: A True Tail by Chance (Kurzfilm)
- 2014: Irreversible (Fernsehfilm)
- 2015: How to Grow Your Own
- 2016: Justification (Kurzfilm)
- 2019: Happy Times – Ein blutiges Fest (Happy Times)
- 2020: Intrusive Thoughts (Kurzfilm)

### Fernsehserien
- 2001: Star Trek: Raumschiff Voyager (Star Trek: Voyager, eine Folge)
- 2002: King of Queens (eine Folge)
- 2002: The Rerun Show (eine Folge)
- 2002: Strong Medicine: Zwei Ärztinnen wie Feuer und Eis (Strong Medicine, eine Folge)
- 2003: Columbo: Die letzte Party (Columbo Likes the Nightlife)
- 2003: The Agency – Im Fadenkreuz der C.I.A. (The Agency, eine Folge)
- 2003: Polizeibericht Los Angeles (L.A. Dragnet, eine Folge)
- 2003: Ein Witzbold namens Carey (The Drew Carey Show, eine Folge)
- 2003: Friends (eine Folge)
- 2003: Coupling – Wer mit wem? (Coupling, eine Folge)
- 2004: Significant Others (eine Folge)
- 2005, 2017: Lass es, Larry! (Curb Your Enthusiasm, 3 Folgen)
- 2006: E-Ring – Military Minds (E-Ring, eine Folge)
- 2006: Welcome, Mrs. President (Commander in Chief, eine Folge)
- 2007: The Big Bang Theory (eine Folge)
- 2007: Shorty McShorts’ Shorts (eine Folge)
- 2007: State of Mind (eine Folge)
- 2009: Dollhouse (eine Folge)
- 2010–2011: Svetlana (23 Folgen)
- 2011: Eagleheart (eine Folge)
- 2013: Bubala Please (eine Folge)
- 2013–2016: Irreversible (3 Folgen)
- 2015: Revenge (eine Folge)
- 2015: The Brink – Die Welt am Abgrund (The Brink, 3 Folgen)
- 2015: Blunt Talk (2 Folgen)
- 2017: Elementary (eine Folge)
- 2018: Code Black (eine Folge)
- 2019: Die Garde der Löwen (The Lion Guard, eine Folge, Stimme)
- 2019: Snowfall (eine Folge)
- 2020: Good Girls (eine Folge)
- 2020: Navy CIS (NCIS, Fernsehserie, eine Folge)
- 2020: 9-1-1 (eine Folge)
- 2020: Losing Alice

### Videospiele
- 2000: Star Trek: Voyager: Elite Force …als Crewman Telsia Murphy
- 2001: Star Trek: Away Team …als Sira D’Qua
- 2001: Star Trek: Armada II
- 2002: Soldier of Fortune II: Double Helix …als Madeline Taylor
- 2003: Star Trek: Elite Force II …als Ensign Telsia Murphy
- 2017: Prey …als Sarah Elazer

## Auszeichnungen und Nominierungen
- 2007: Zwei Nominierung für den Drama Desk Award, darunter als beste Einzelkünstlerin, für Dai (enough)[1][2]
- 2007: Nominierung für den UK Stage Award als beste Einzelkünstlerin für Dai (enough)[2][3]
- 2008: Lucille Lortel Award als beste Einzelkünstlerin für Dai (enough)[1]